# Dhenkanal (distrikt)
Dhenkānāl är ett distrikt i Indien.   Det ligger i delstaten Odisha, i den östra delen av landet, 1 200 km sydost om huvudstaden New Delhi. Antalet invånare är 1 192 811. Arean är 4 452 kvadratkilometer. Dhenkānāl gränsar till Cuttack.
Terrängen i Dhenkānāl är kuperad norrut, men söderut är den platt.
Följande samhällen finns i Dhenkānāl:
- Dhenkānāl
- Bhuban
- Kāmākhyānagar